# クリスティアン・リベーロス
クリスティアン・ミゲル・リベーロス・ヌニェス（Cristian Miguel Riveros Núñez、1982年10月16日 - ）は、パラグアイ出身の元サッカー選手。元パラグアイ代表である。現役時代のポジションはミッドフィールダー。

## 経歴
地元のアマチュアチームでキャリアをスタートさせ、2006年から2007年途中までクラブ・リベルタに所属。2006 FIFAワールドカップのエントリーメンバーに選出され、2試合に出場している。2007年7月12日、メキシコのクルス・アスルに移籍。2010年5月にプレミアリーグのサンダーランドAFCに移籍。

## 代表歴

### 出場大会
- パラグアイ代表
  - 2006 FIFAワールドカップ
  - 2010 FIFAワールドカップ

### 試合数
- 国際Aマッチ 100試合 15得点（2005年-2018年）[1]

| パラグアイ代表 | 国際Aマッチ | 国際Aマッチ |
| 年             | 出場        | 得点        |
| -------------- | ----------- | ----------- |
| 2005           | 4           | 0           |
| 2006           | 8           | 1           |
| 2007           | 14          | 4           |
| 2008           | 7           | 2           |
| 2009           | 11          | 1           |
| 2010           | 13          | 3           |
| 2011           | 17          | 2           |
| 2012           | 7           | 1           |
| 2013           | 5           | 0           |
| 2014           | 3           | 0           |
| 2015           | 0           | 0           |
| 2016           | 5           | 1           |
| 2017           | 5           | 0           |
| 2018           | 1           | 0           |
| 通算           | 100         | 15          |